# 메르넵타
메르넵타(Merneptah) 또는 메렌프타(Merenptah)는 고대 이집트 제19왕조 제4대 파라오(재위: 기원전 1213년 7월 또는 8월 - 기원전 1203년 5월 2일)이다. 이름 뜻은 '프타 신의 사랑을 받는 자'라는 뜻이다.
현대에 확인된 역사 기록에 따르면, 그는 기원전 1213년 7월 말이나 8월 초순부터 기원전 1203년 5월 2일 사망할 때까지 거의 10년 동안 이집트를 통치했다. 그는 파라오 람세스 2세의 열세 번째 아들로 형이었던 카렘와셋(Khaemwaset or Khaemwase)을 비롯한 그의 형들이 모두 일찍 죽었기 때문에 권좌에 오르게 되었다. 메르넵타가 파라오의 자리에 올랐던 그때, 그의 나이는 대략 일흔 정도였다. 그의 파라오로써의 왕명은 바엔레 메리넷제루(Ba-en-re Mery-netjeru)로, '태양신 라의 영혼, 신의 사랑'을 의미한다.

## 가족
메르넵타는 이세트노프레트 1세(Isetnofret I)와 람세스 2세 사이에서 태어난 네 번째 아이였을 것이다. 그는 람세스 2세의 자식들 가운데서는 13번째 아들이었다.
그는 이세트노프레트 2세(Isetnofret II)와 결혼했는데, 이세트노프레트는 그의 누이동생이나 조카딸일 가능성이 높고, 메르넵타가 파라오가 되었을 때 그녀는 그의 위대한 왕족 아내가 될 것이었다. 그들 사이에 밝혀진 자식만 보면 메르넵타(Merenptah)와 세티(Seti)라는 이름의 두 아들과 투스렛(Twosret)이라는 이름의 딸이 있었다. 세티가 파라오가 되었을 때, 투스렛은 그의 위대한 왕족 아내가 되었고, 결국에는 자신의 권리로 파라오의 자리에까지 오르게 되었다.
두 번째 여왕은 타카트(Takhat)로, 파라오 아멘메스(Amenmesse)의 어머니였을지도 모른다고 지적되고 있다.

## 즉위 이전
파라오 람세스 2세는 90대까지 장수를 누렸고, 이집트 역사상 가장 오래 재위한 파라오 중 하나였다. 심지어 그의 뒤를 잇도록 예정된 후계자들보다 오래 살았던 나머지, 열세 번째 아들이었던 메르넵타가 그의 뒤를 잇게 되었다. 메르네프타는 정부의 역할을 통해 파라오가 될 준비를 했을 것으로 보인다. 람세스 2세 재위 40년에, 메르넵타는 육군 감독관으로 승진했고, 재위 55년에 그는 공식적으로 황태자로 선포되었다. 그 때, 그는 람세스 2세의 생애 마지막 12년 동안 섭정 황태자로써 추가적인 역할을 얻었다.

## 연대기
현대에 확인된 역사 기록 가운데 하나에 따르면, 메르렙타는 기원전 1213년 7월 말이나 8월 초순부터 기원전 1203년 5월 2일 사망할 때까지 거의 10년 동안 파라오로써 이집트를 통치했다. 또는 기원전 1213년 또는 1214년에 그의 치세의 시작을 알린 사건이 될 이스라엘 민족에 맞선 파라오 메르넵타의 가나안에 대한 군사 행동에 앞서 잠재적으로 보고된 환식(여호수아 10:10-14)에 대한 천문학적인 계산이 있었다.

## 군사 행동

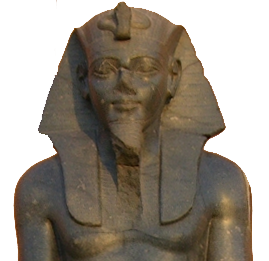
파라오 메르넵타의 조각상(와셋, 룩소르 또는 테베에서 발굴된 것으로 알려져 있다).

파라오 메르넵타는 그의 통치 기간 동안 몇 번의 군사 작전을 수행해야 했다. 집권 5년차에, 그는 리비아인들과 싸웠는데, 리비아인들은 바다 민족의 도움을 받아 서쪽에서 이집트를 위협하고 있었다. 메르넵타는 나일강 삼각주의 서쪽 가장자리에 위치한 페레르 시에서 리비아와 바다 민족의 연합군을 상대로 6시간 동안 전투를 벌였고, 승리했다. 바다 민족과 리비아인에 대항하는 이 군사 행동에 대한 그의 언급은 카르낙의 여섯 번째 주탑 옆 벽에 있는 산문으로 묘사되어 있다.
(그의 위엄이 리비아 땅에서 성취한 승리의 시작) - 나, 에케시(Ekwesh), 테레시(Teresh), 루카(Lukka), 셰르덴(Sherden), 세켈레시(Shekelesh), 모든 나라에서 온 북부인들.

그 비문의 뒷부분에서 파라오 메르넵타는 그 공격에 대한 소식을 접한다.
(전략)세 번째 계절에 '데드의 아들, 리비아의 불행하고 몰락한 우두머리인 메리에이가 그의 궁수 - 셰던, 세켈레시, 에크웨쉬, 루카, 테레쉬를 이끌고 테헤누에 왔다. 그의 나라의 모든 전사와 군인들 중 최정예를 몰고 왔다. 그의 아내와 자식도 데려왔다. 그리고 그는 페리레 평원의 서쪽 경계에 도착했다'

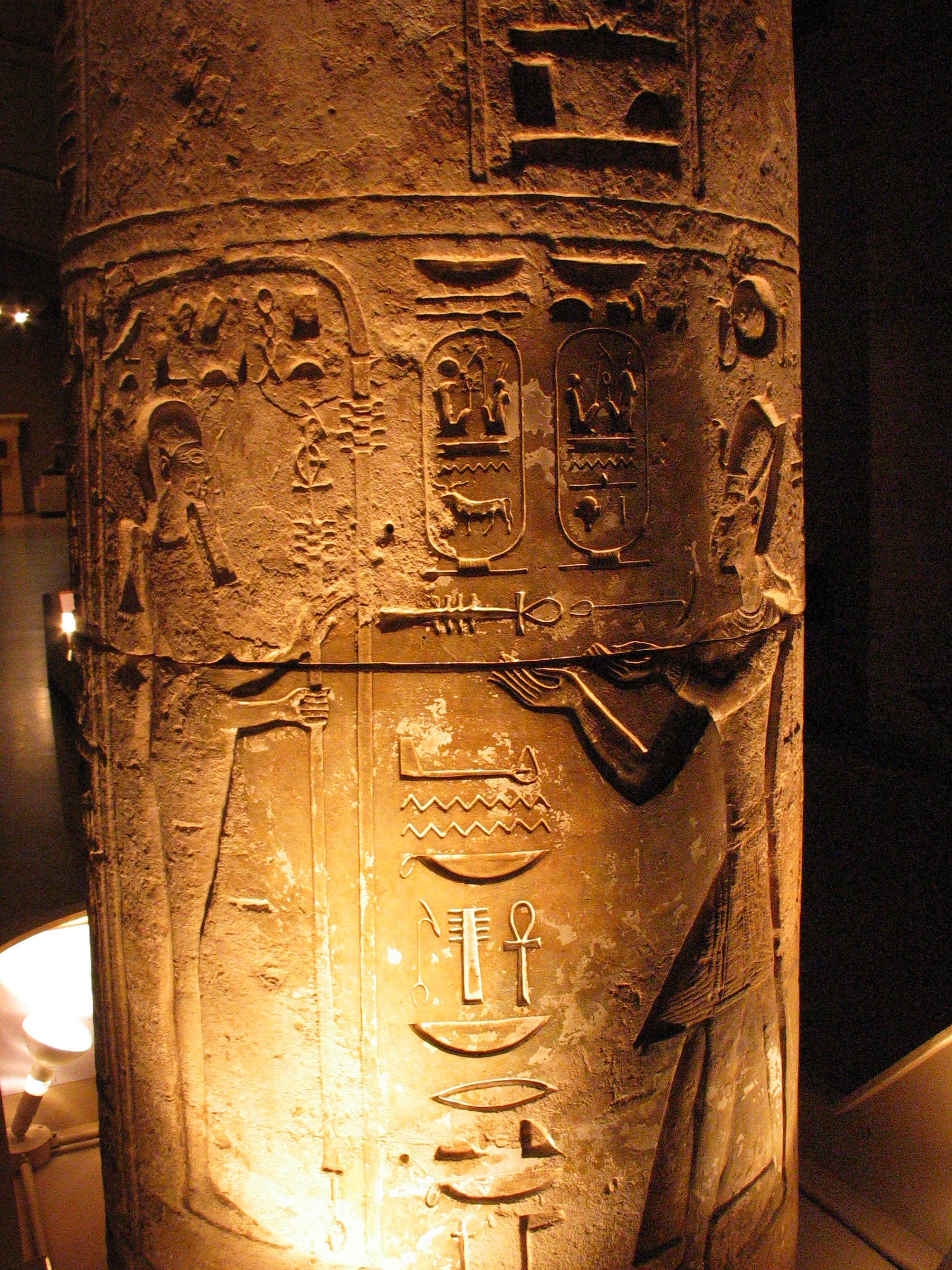
프타 신에게 제물을 바치는 메르넵타.

현재 이집트 카이로 박물관 정원에 있는 아트리비스 비석(Athribis Stele)에 새겨진 글에는 "폐하의 위엄이 그들의 보고에 격분하시니, 사자와 같았다"고 선언하고 신하들을 조정으로 모은 뒤 격앙된 연설을 했다. 그 뒤에 그는 프타 신이 칼을 건네며 "그대를 침탈하는 그 두려운 마음을 그대에게서 쫓아내라"고 말하는 꿈을 꾸었다. 궁수들이 나가자, "아문 신도 그들과 함께하며 그 방패가 되었다"는 비문이 씌어 있다. 6시간 후에 살아남은 '아홉 활'(이집트에서 외국인을 가리켜 사용했던 시각적 표현의 하나)들은 그들의 무기를 버리고, 짐과 가족까지 버리고 목숨을 걸고 도망쳤다. 메르넵타는 그가 침략을 물리치고 6,000명의 군인들을 죽이고 9,000명의 포로를 잡았다고 말한다. 그 숫자들을 확실히 하기 위하여, 그는 특히 전사한 시체의 음경과 할례를 받은 자들의 손을 잘랐다. 여기서 에케시들이 할례를 받은 자들이라는 것을 확인할 수 있으며, 그들이 그리스 사람이라는 것을 의심하게 한다.
또한 메르넵타의 비석에는 시적으로 묘사된 것도 있는데, '이스라엘 비석'(Israel Stele, ANET 378)으로도 알려진 그것은 파라오 메르넵타의 군사 원정 5년차 이전의 시점에서 가나안의 '이스라엘'을 완전히 파괴했던 것으로 추정되는 언급이다.
방백들은 꿇어 엎드리며 '자비를!'이라고 외친다.
무릎 꿇은 아홉 명 가운데서 머리를 드는 자가 하나도 없다.
테헤누는 황폐해졌고, 하티는 평정되었다.
온갖 악이 횡행하던 가나안은 약탈되었다.
아스글론은 사로잡혔고, 게셀은 장악되었다.
야노암은 아예 존재하지 않는 것처럼 되었다.
이스라엘은 황폐해졌고, 그 씨가 말랐다.
후루는 이집트를 위한 과부가 되었다.
온 땅이 평정되었다.
소요를 일으키던 자들은 모두 결박되었다.
상류와 하류 이집트의 왕, 메르넵타에 의해.

이것은 국가나 도시가 아닌 '부족' 또는 '민족'으로서 이스라엘의 존재에 대한 최초의 고대 이집트 기록이다.

## 계승

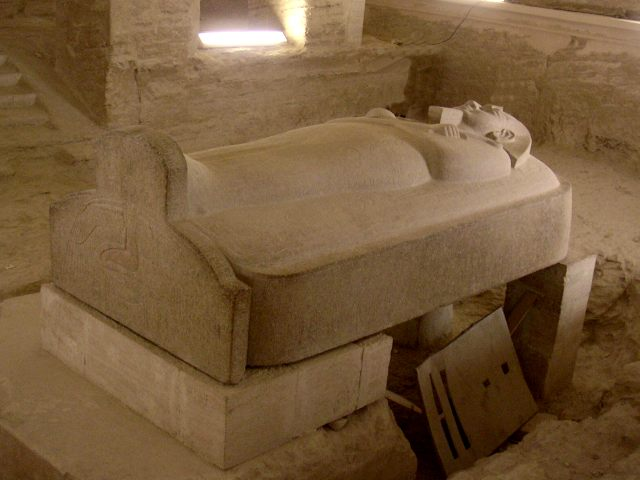
파라오 메르넵타의 석관. 그의 무덤에서 발굴되었다.

파라오 메르넵타는 즉위했을 때 이미 70대 초반, 못 되어도 60대 후반의 노인이었다. 메르넵타는 아버지 람세스 2세의 수도였던 피라메세(Piramesse, 피라메스Pi-Ramesses)에서 멤피스(Memphis)로 이집트의 행정 중심지를 다시 옮겼고, 그곳에서 그는 프타 신전 옆에 왕궁을 세웠다. 이 궁전은 1915년 클라렌스 스탠리 피셔(Clarence Stanley Fisher)가 이끄는 펜실베이니아 대학교 박물관에 의해 발굴되었다.
파라오 메르넵타의 후계자 세티 2세는 여왕 이세트노프레트 소생이었다. 그러나, 세티 2세의 왕위 계승은 의심의 여지가 없었다. 그의 라이벌이었던 아멘메세라는 이름의 왕은 타카트 소생의 메르넵타의 또 다른 아들이거나, 람세스 2세의 아들로 보이며, 세티 2세의 통치 중기에 상부 이집트와 쿠시를 장악했을 가능성은 거의 없다. 아멘메스를 이기고 난 뒤에야, 세티 2세는 그의 재위 5년 되는 해에 테베에서의 그의 권위를 다시 세울 수 있었다. 상이집트를 점령하기 전에, 아멘메스는 메수이(Messuy)로 알려져 있었고 쿠시의 총독이었을 가능성이 있다.

## 파라오 메르넵타의 미이라

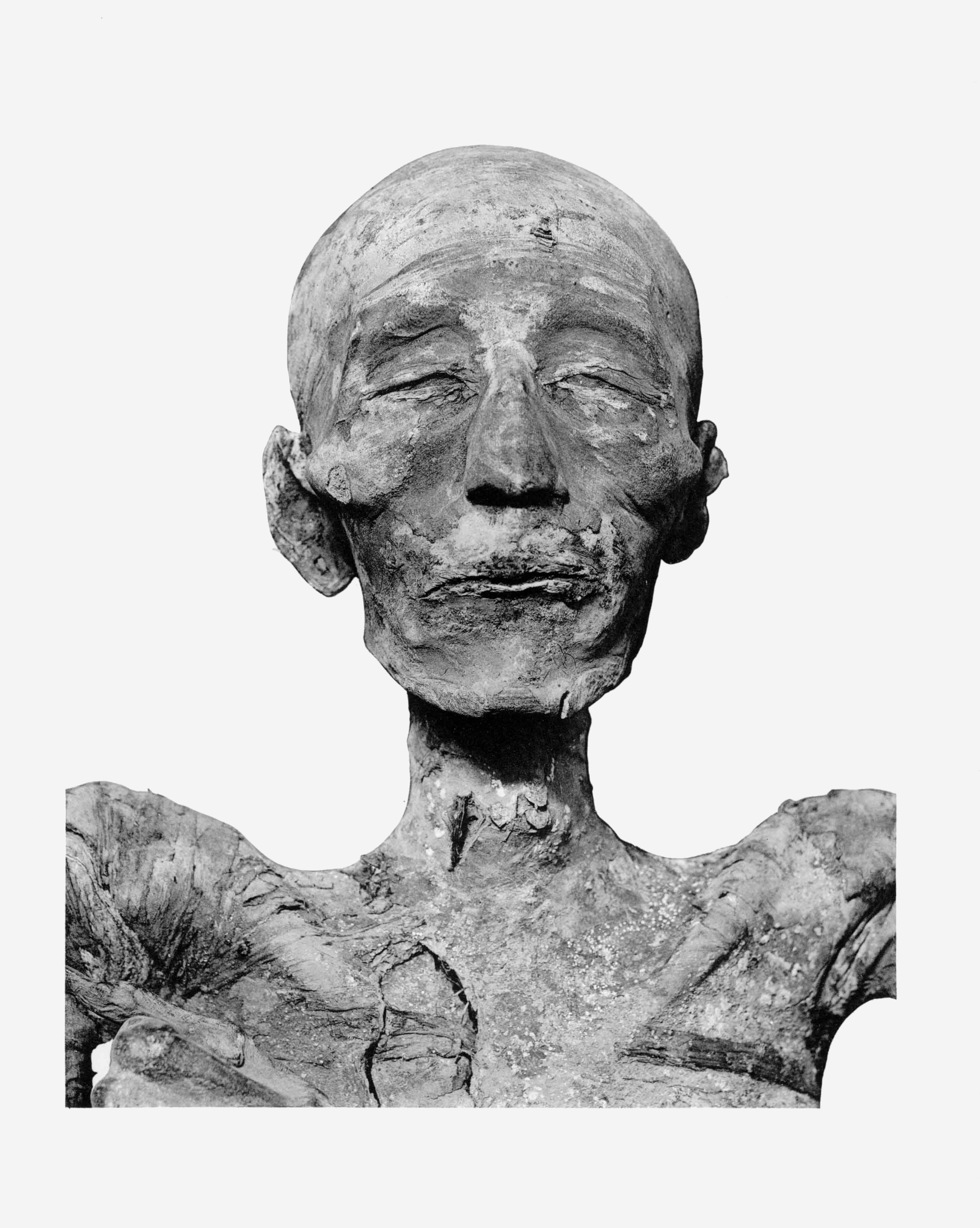
파라오 메르넵타의 미이라(머리 부분)

메르넵타는 관절염과 동맥경화증을 앓았고 거의 10년을 통치한 후에 노환으로 죽었다. 메르렙타는 원래 왕가의 계곡에 있는 KV8 무덤에 묻혔지만, 그곳에서 그의 미라는 발견되지 않았다. 1898년 빅토르 로레트(Victor Loret)에 의해 아멘호테프 2세의 무덤(KV35)에서 발견된 18구의 다른 미라와 함께 파라오 메르넵타의 미이라도 발견되었다. 발견된 파라오 메르넵타의 미라는 카이로로 옮겨졌고 1907년 7월 8일 엘리엇 스미스(G. Elliott Smith) 박사에 의해 분석이 진행되었다. 스미스 박사는 다음과 같은 점에 주목한다.
The body is that of an old man and is 1 meter 714 millimeters in height. Merneptah was almost completely bald, only a narrow fringe of white hair (now cut so close as to be seen only with difficulty) remaining on the temples and occiput. A few short (about 2 mill) black hairs were found on the upper lip and scattered, closely clipped hairs on the cheeks and chin. The general aspect of the face recalls that of Ramesses II, but the form of the cranium and the measurements of the face much more nearly agree with those of his (grand)father, Seti the Great.
시신은 노인의 것으로 키는 1미터 714밀리미터이다. 메르넵타는 거의 완전히 대머리였고, 관자놀이와 후두부에 남아 있는 하얀 머리카락의 좁은 가장자리만 남아 있었다. 윗입술에서 몇 개의 짧은 (약 2밀리미터) 검은 수염이 발견되었고, 볼과 턱으로 잘게 자른 수염이 흩어져 있었다. 얼굴의 일반적인 측면은 람세스 2세를 떠올리게 하지만, 두개골의 형태와 얼굴의 치수는 그의 할아버지 세티 대왕과 거의 일치한다.